# لیف ایترگرن
لیف ایترگرن (سوئدی: Leif Yttergren؛ زادهٔ ۲۴ ژوئیهٔ ۱۹۵۶) بازیکن بسکتبال اهل سوئد بود. وی در بازی‌های المپیک تابستانی ۱۹۸۰ شرکت کرده‌است.